# Aeroporto di San Gallo-Altenrhein
L'Aeroporto di San Gallo-Altenrhein (IATA: ACH, ICAO: LSZR) è un aeroporto svizzero situato a 15 km a nord-est della città di San Gallo, lungo la strada principale 7, nel territorio della frazione di Altenrhein, nel comune di Thal.  
La struttura è dotata di una pista in asfalto lunga 1500 m e larga 30 metri, l'altitudine è di 398 m (1 306 ft), l'orientamento della pista è 10R-28L. Inoltre è presente una seconda pista in erba lunga 810 metri e larga 20. L'aeroporto è aperto al traffico commerciale ed è l'hub di People's (in passato nota come People's Viennaline).

## Storia
Alla fine della seconda guerra mondiale, le autorità svizzere identificarono i siti esistenti che dovevano essere modernizzati come aeroporti regionali, ovvero come un secondo livello di infrastrutture di supporto agli aeroporti urbani primari, e San Gallo-Altenrhein fu una delle cinque aviosuperfici che rientrò in questa classificazione.
Austrian Airlines ha servito San Gallo-Altenrhein da Vienna dal 2003, quando rilevò la rotta da Rheintalflug, un predecessore di InterSky. L'aeroporto decise di rescindere i contratti con Austrian nel 2011, avviando una propria compagnia aerea, People's (ex People's Viennaline), per servire la rotta. Austrian inizialmente decise di continuare la rotta anche in concorrenza diretta. Di conseguenza, in quel periodo c'erano fino a sei voli giornalieri dal piccolo aeroporto a Vienna. Nella primavera del 2013, Austrian annunciò la cessazione della rotta per Vienna a causa delle continue perdite dovute alla forte concorrenza. Successivamente, People's offrì un accordo di codeshare ad Austrian, che rifiutò.
Attualmente, l'aeroporto è servito da voli di People's, con destinazioni situate perlopiù in Europa centrale e meridionale.

## Terminal
L'aeroporto dispone di un piccolo terminal passeggeri e di alcuni piazzali e hangar per aeromobili come l'Embraer 170, piccoli jet privati o aerei dell'aviazione generale come il Cessna 172. Non essendoci ponti, l'imbarco avviene a piedi.

## Incidenti
- Il 24 gennaio 1994, un Cessna 425 si schiantò nel lago di Costanza a Rorschach durante l'avvicinamento all'aeroporto, uccidendo tutte le 5 persone a bordo.[5]

## Trasporti e collegamenti
L'aeroporto è raggiungibile dall'uscita di Rheineck dell'autostrada A1 e dalla strada principale 7. Nei pressi del terminal è presente una fermata per autobus (Altenrhein, Flugplatz) che collega lo scalo ai centri limitrofi.
La stazione ferroviaria più vicina è la stazione di Staad, sulla ferrovia Coira-Rorschach, a meno di 2 km a piedi dal terminal.